# LetterOne
LetterOne es un conglomerado de empresas de inversión con sede en Luxemburgo. Sus inversiones están centradas en las telecomunicaciones, la tecnología y la energía a través de sus dos unidades empresariales principales, L1 Energy y L1 Technology. El oligarca ruso Mijaíl Fridman creó LetterOne en 2013 como un vehículo de inversión más flexible, procedente de la venta de TNK-BP.

## Activos
Al 31 de diciembre de 2014, los activos administrados por LetterOne ascendieron a aproximadamente 25 000 millones de dólares. Las fuentes de estos activos son los fondos de la venta de TNK-BP, sino también de los activos invertidos en antes de la L1 del Grupo de formación. Estos incluyen VimpelCom, Turkcell y las inversiones de capital privado. La compañía ha anunciado planes para invertir en el mundial de petróleo, de gas, de telecomunicaciones y de tecnología de los sectores.
El 4 de marzo de 2015, el secretario de Estado de Energía y Cambio Climático, Ed Davey, dio a Fridman un plazo de una semana para convencer al Gobierno británico de que no le obligara a vender los activos de petróleo y gas del Mar del Norte recién adquiridos.  Un alto ejecutivo occidental de la industria del petróleo dijo que el Reino Unido estaba entrando en "territorio inexplorado" al intervenir públicamente en una transacción corporativa por el temor al efecto de futuras sanciones contra Rusia.
En octubre de 2015, LetterOne vendió sus campos de petróleo del Mar del Norte a la empresa química Ineos por una suma no revelada. El Financial Times ha informado desde entonces de que a LetterOne se le ha dicho en una carta de un alto funcionario del Gobierno que la decisión del anterior Secretario de Energía de exigir la venta de los campos del Mar del Norte "no es un juicio sobre la idoneidad de los propietarios de LetterOne para controlar estos o cualquier otro activo en el Reino Unido".
El 14 de octubre de 2015, el Grupo LetterOne anunció que había llegado a un acuerdo para adquirir las participaciones de la empresa de servicios públicos alemana Eon en tres campos noruegos en producción, situados en el Mar del Norte. El ministro de Petróleo de Noruega dijo que la aprobación se tramitaría "de la forma habitual'

## Sectores de inversión
Las dos principales unidades de negocio, L1 Energía y L1 Tecnología son apoyados por L1 Servicios de Tesorería, que dirigió el grupo de liquidez y de inversiones financieras, incluidas las participaciones. LetterOne invierte actualmente estratégica de participaciones en empresas cotizadas, o a través de la propiedad de empresas privadas. Señor Browne es el presidente Ejecutivo de la L1 a la Energía.

### L1 Energy
L1 Energía es una de petróleo y gas de la compañía de inversión controlada por el multimillonario ruso Mijaíl Fridman, a través de la Alfa del Grupo, y presidida por el Señor Browne.
El 2 de marzo de 2015, se anunció que el Señor Browne fue el presidente Ejecutivo, y sería renunciar a sus otros papeles para construir una importante compañía de petróleo y gas a partir de cero.

### Capital inversión

#### Pamplona Capital Management
LetterOne invierte ampliamente a través de su participación en Pamplona capital privado fondos. Pamplona es un especialista administrador de inversiones que ofrece una alternativa de inversión de la plataforma a través de capital privado, fondo de hedge funds y único administrador de fondos de cobertura de las inversiones. Ellos manejan los activos para una variedad de clientes, incluyendo a los fondos de pensiones públicas, internacional de administradores de la riqueza, las corporaciones multinacionales, family offices y fondos de fondos de cobertura.

## Consejo de administración
El consejo de administración del L1 Grupo es la compañía la decisión más alta que hace cuerpo y es responsable para poner la estrategia de inversión y haciendo decisiones de inversión.
- Señor Davies de Abersoch es la falta de vicepresidente ejecutivo.
- Jonathan Muir, Franz Humer, Ruchard Burt, Wulf von Schimmelmann, Stefano Quadrio Curzio y Vitalij Farafonov son miembros de la junta.[13]
- Carl Bildt, es el asesor de la junta directiva.